# Slovak Open 2024 - Doppio maschile
Il doppio maschile del torneo di tennis professionistico Slovak Open 2024, facente parte della categoria Challenger 125 nell'ambito dell'ATP Challenger Tour 2024, si è giocato dal 28 ottobre al 3 novembre a Bratislava, in Slovacchia. Sriram Balaji e Andre Begemann erano i detentori del titolo ma solo Balaji aveva scelto di partecipare in coppia con Guido Andreozzi.
In finale Nicolás Barrientos e Julian Cash hanno sconfitto André Göransson e Sem Verbeek con il punteggio di 6–3, 6–4.

## Teste di serie
1. Nicolás Barrientos /  Julian Cash (campioni)
2. Constantin Frantzen /  Hendrik Jebens (quarti di finale)

1. Oleksandr Nedovjesov /  Miguel Ángel Reyes Varela (primo turno)
2. Guido Andreozzi /  Sriram Balaji (quarti di finale)

## Wildcard
1. Miloš Karol /  Tomáš Lánik (primo turno)

1. Lukáš Pokorný /  Michael Vrbenský (semifinale)

## Tabellone

### Legenda
| - Q = Qualificato - WC = Wild card - LL = Lucky loser | - ALT = Alternate - SE = Special Exempt - PR = Protected Ranking | - w/o = Walkover - r = Ritirato - d = Squalificato |

|  | Primo turno | Primo turno                   | Primo turno                   | Primo turno | Primo turno |  |  | Quarti di finale | Quarti di finale       | Quarti di finale       | Quarti di finale      | Quarti di finale      |   |   | Semifinali | Semifinali                     | Semifinali                     | Semifinali                  | Semifinali                  |   |   | Finale | Finale | Finale | Finale | Finale |  |
|  |             |                               |                               |             |             |  |  |                  |                        |                        |                       |                       |   |   |            |                                |                                |                             |                             |   |   |        |        |        |        |        |  |
|  | 1           | N Barrientos J Cash           | 711                           | 3           | [10]        |  |  |                  |                        |                        |                       |                       |   |   |            |                                |                                |                             |                             |   |   |        |        |        |        |        |  |
|  |             | R Arneodo T Arribagé          | 69                            | 6           | [6]         |  |  | 1                | N Barrientos J Cash    | N Barrientos J Cash    | 712                   | 6                     |   |   |            |                                |                                |                             |                             |   |   |        |        |        |        |        |  |
|  |             | J Schnaitter M Wallner        | 7                             | 4           | [10]        |  |  |                  | J Schnaitter M Wallner | J Schnaitter M Wallner | 610                   | 1                     |   |   |            |                                |                                |                             |                             |   |   |        |        |        |        |        |  |
|  |             | VV Cornea D Molčanov          | 5                             | 6           | [4]         |  |  |                  |                        |                        |                       |                       |   |   | 1          | N Barrientos J Cash            | N Barrientos J Cash            | 2                           |                             |   |   |        |        |        |        |        |  |
|  | 3           | O Nedovjesov MÁ Reyes Varela  | O Nedovjesov MÁ Reyes Varela  | 5           | 3           |  |  |                  |                        |                        | RC Bollipalli A Kadhe | RC Bollipalli A Kadhe | 4 | r |            |                                |                                |                             |                             |   |   |        |        |        |        |        |  |
|  |             | R Haase L Miedler             | R Haase L Miedler             | 7           | 6           |  |  |                  | R Haase L Miedler      | R Haase L Miedler      | 5                     | 4                     |   |   |            |                                |                                |                             |                             |   |   |        |        |        |        |        |  |
|  |             | RC Bollipalli A Kadhe         | RC Bollipalli A Kadhe         | 6           | 6           |  |  |                  | RC Bollipalli A Kadhe  | RC Bollipalli A Kadhe  | 7                     | 6                     |   |   |            |                                |                                |                             |                             |   |   |        |        |        |        |        |  |
|  |             | J Nedunchezhiyan VS Prashanth | J Nedunchezhiyan VS Prashanth | 4           | 4           |  |  |                  |                        |                        |                       |                       |   |   | 1          | Nicolás Barrientos Julian Cash | Nicolás Barrientos Julian Cash | 6                           | 6                           |   |   |        |        |        |        |        |  |
|  | WC          | M Karol T Lánik               | 4                             | 6           | [8]         |  |  |                  |                        |                        |                       |                       |   |   |            |                                |                                | André Göransson Sem Verbeek | André Göransson Sem Verbeek | 3 | 4 |        |        |        |        |        |  |
|  | WC          | L Pokorný M Vrbenský          | 6                             | 4           | [10]        |  |  | WC               | L Pokorný M Vrbenský   | L Pokorný M Vrbenský   | 6                     | 7                     |   |   |            |                                |                                |                             |                             |   |   |        |        |        |        |        |  |
|  |             | F Cabral M Middelkoop         | 3                             | 7           | [6]         |  |  | 4                | G Andreozzi S Balaji   | G Andreozzi S Balaji   | 2                     | 5                     |   |   |            |                                |                                |                             |                             |   |   |        |        |        |        |        |  |
|  | 4           | G Andreozzi S Balaji          | 6                             | 62          | [10]        |  |  |                  |                        |                        |                       |                       |   |   | WC         | L Pokorný M Vrbenský           | L Pokorný M Vrbenský           | 2                           | 4                           |   |   |        |        |        |        |        |  |
|  |             | A Göransson S Verbeek         | A Göransson S Verbeek         | 6           | 6           |  |  |                  |                        |                        | A Göransson S Verbeek | A Göransson S Verbeek | 6 | 6 |            |                                |                                |                             |                             |   |   |        |        |        |        |        |  |
|  |             | P Nouza P Rikl                | P Nouza P Rikl                | 4           | 4           |  |  |                  | A Göransson S Verbeek  | A Göransson S Verbeek  | 7                     | 7                     |   |   |            |                                |                                |                             |                             |   |   |        |        |        |        |        |  |
|  |             | S Mansouri J-P Smith          | S Mansouri J-P Smith          | 3           | 4           |  |  | 2                | C Frantzen H Jebens    | C Frantzen H Jebens    | 5                     | 62                    |   |   |            |                                |                                |                             |                             |   |   |        |        |        |        |        |  |
|  | 2           | C Frantzen H Jebens           | C Frantzen H Jebens           | 6           | 6           |  |  |                  |                        |                        |                       |                       |   |   |            |                                |                                |                             |                             |   |   |        |        |        |        |        |  |